# Reggenza di Buton Centrale
La reggenza di Buton Centrale (in indonesiano: Kabupaten Buton Tengah) è una reggenza dell'Indonesia, situata nella provincia di Sulawesi Sudorientale.